# ماري شاين
ماري شاين (بالإنجليزية: Mary Shane)‏ هي معلقة رياضية أمريكية، ولدت في 17 مايو 1945، وتوفيت في 3 نوفمبر 1987.